# 2016年イギリス保守党党首選挙
2016年イギリス保守党党首選挙（英: Conservative Party (UK) leadership election, 2016）は、2016年7月に行われたイギリス保守党の党首を決める選挙である。結果、9月の決選投票を待たずして、テリーザ・メイの党首就任が決定した。

## 背景

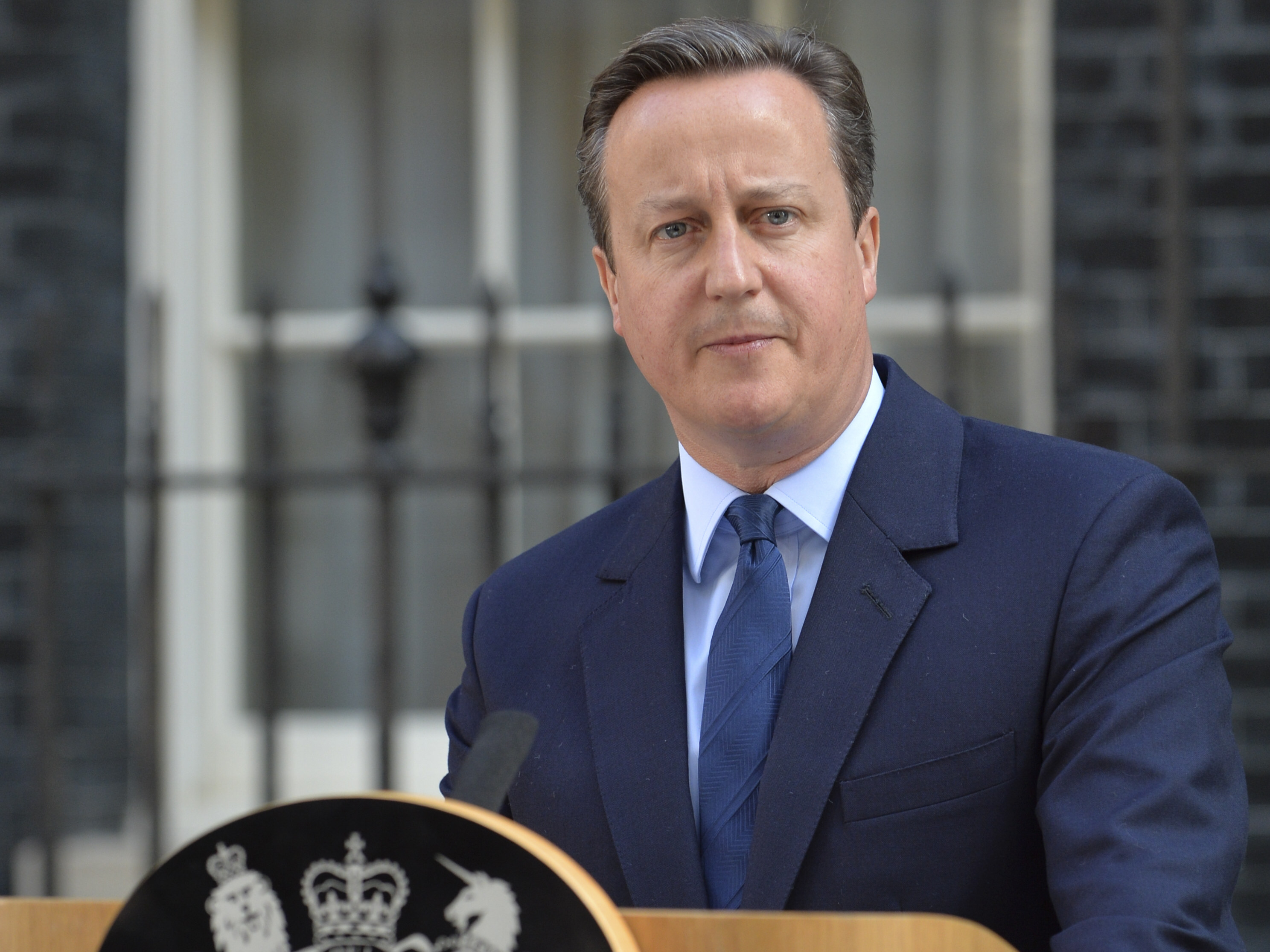
英国のEU離脱の是非を問う国民投票の結果を受け、デーヴィッド・キャメロンは英国首相を辞任する意向を示す(2016年6月24日)。

英国首相であるデーヴィッド・キャメロンがイギリスの欧州連合離脱是非を問う国民投票の結果をうけて辞任を表明した。第2次キャメロン内閣退陣決定に伴い後継の保守党党首を決めるための選挙が行われることになり、6月30日までに5人の候補者が出馬表明を行った。

## 基礎データ
7月に候補者が二人に絞りこまれた後は、以下のような要領で決選投票が予定されていた。後述のとおり、実際には決選投票進出者のうち片方が7月中に選挙戦から撤退したため、行われることはなかった。
- 投票日：2016年9月9日正午に締め切り
- 有権者：2016年6月9日までに保守党党員になっていた者
- 開票方法：電子集計

## 候補
- テリーザ・メイ - 内相
- アンドレア・レッドサム
- マイケル・ゴーヴ - 司法相
- スティーブン・クラブ - 雇用・年金相
- リアム・フォックス - 元国防相

## 進行
7月5日の第1回目投票ではリアム・フォックス元国防相が16票で最下位となり脱落、次期首相には経験が重要であるとしてメイ支持を表明。さらに34票にとどまり4位に終わったクラブ雇用・年金相が選挙戦からの撤退を表明し、同じくメイ支持を表明した。一方、イアン・ダンカン・スミス前雇用・年金相（保守党元党首）やボリス・ジョンソン前ロンドン市長はレッドサム支持を表明した。
7月7日の第2回目投票ではメイが199票、レッドサムが84票、ゴーブが46票という結果になり、これによって最下位のゴーブの脱落が決定した。ゴーブは敗退後、「私自身が党首選の最終ラウンドに進めなかったことは残念ですが、勝ち残った二人の首相候補を祝福させてください。テリーザ・メイとアンドレア・レッドサム、この二人はすばらしい政治家であり、素晴らしい選挙キャンペーンを繰り広げており、最終ラウンドに進むに値します。そしてもう一つ重要な事は、どちらが勝とうとすばらしいスキルを有した首相が誕生し、この国をうまく導くであろうということです。」と語った。
レッドサムは、既に英国に住んでいるEUからの移民をEU離脱のための交渉の材料としては利用しないと明言していた。レッドサムは、合法的な移民であれば誰でも英国に留まることができると述べた。
2016年7月11日にレッドサムは、強力で安定な政府をつくるだけの十分なサポートが保守党議員から得られないとして選挙戦からの撤退を表明した。これにより9月の決選投票を待たずして、メイが保守党党首及び次期首相に就任することが決定した。